# Kamienica przy Rynku 2 w Radomiu
Kamienica przy Rynku 2 w Radomiu – zabytkowa kamienica z połowy XIX w., położona w Radomiu przy Rynku 2.
Kamienica została wybudowana w połowie XIX wieku. Obiekt wpisany jest do rejestru zabytków Narodowego Instytutu Dziedzictwa pod numerem 224/A/83 z 6.09.1983 oraz 752 z 5.05.1972. Znajduje się też w gminnej ewidencji zabytków miasta Radomia. Współcześnie wraz z sąsiednią kamienicą przy Rynku 3 tworzy hotel „Nihil Novi”.

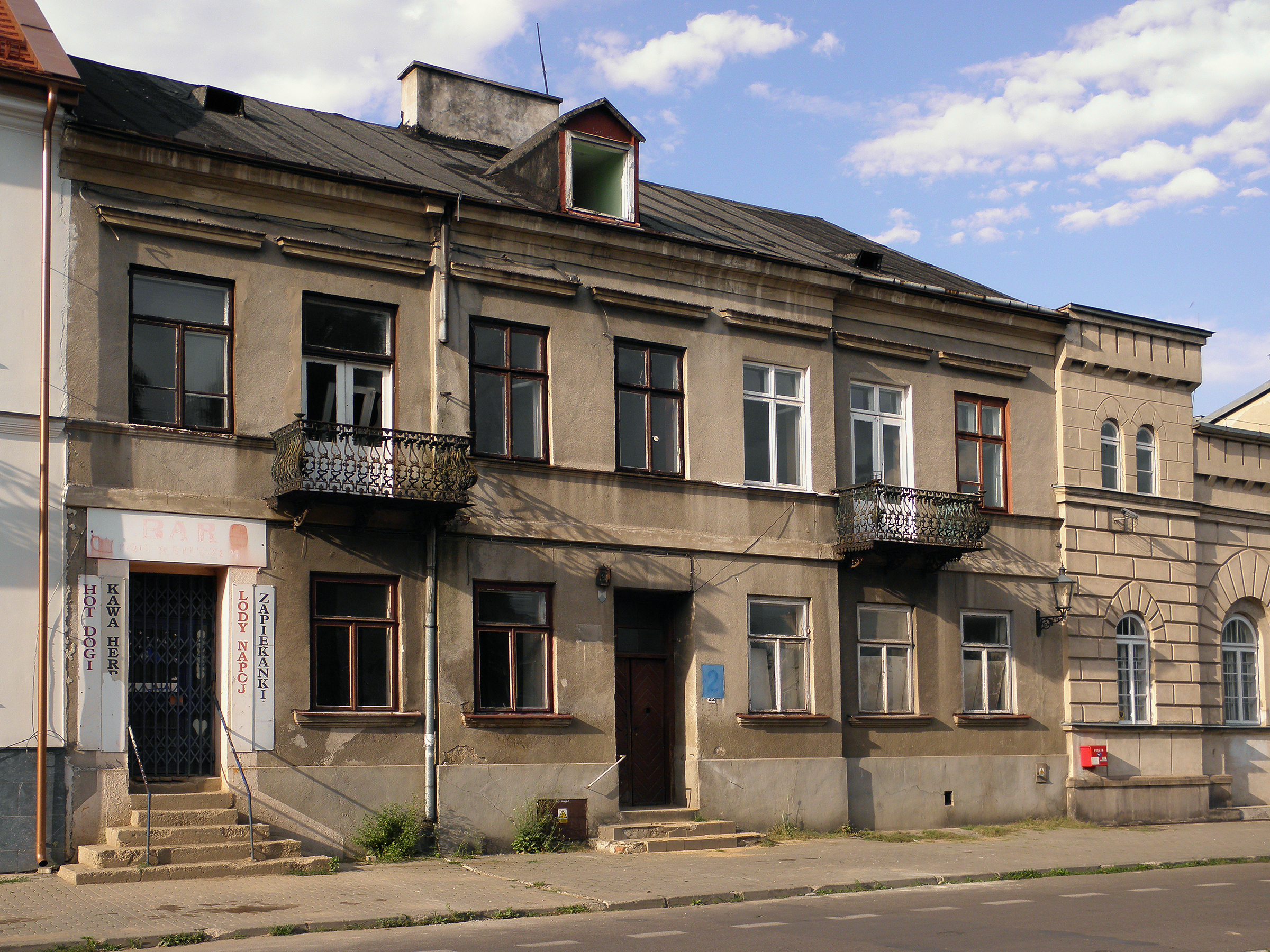
Stan budynku w 2012 przed remontem